# James William Gibson
James William Gibson, noto anche come James W. Gibson (Salford, 21 ottobre 1877 – settembre 1951), è stato un imprenditore inglese, proprietario del Manchester United dal dicembre 1931 fino alla sua morte, avvenuta nel settembre del 1951.

## Biografia
Figlio di un costruttore, Gibson nasce a Salford ma cresce nel centro di Manchester assieme al fratello, John, e alla sorella Florence, morta in giovane età. Un'altra tragedia colpisce i Gibson: i genitori contraggono delle malattie mortali quando James ha 14 anni e i due Gibson vanno ad abitare assieme ai nonni paterni che, purtroppo muoiono poco dopo e i due finiscono per essere accuditi da William Fell, fratello della madre dei Gibson. Così come Gibson senior, Fell era un imprenditore di successo, divenendo famoso come mercante di grano nella periferia della città. Gibson inizia a lavorare con Fell nel business del mais, entrando in tutti i campi della società ma eccellendo nelle vendite.
Con l'arrivo del nuovo secolo, dopo aver lavorato per quindici nella società dello zio, Gibson decide di fondare una propria azienda. In quel periodo a Manchester l'industria tessile è in forte espansione e così Gibson segue le orme paterne nel business tessile: all'epoca il nome del padre è ancora noto in città, così James riesce a stabilire una lista di contatti. Con lo scorrere degli anni l'azienda cresce, fino a quando, durante la prima guerra mondiale, alla società di Gibson vengono commissionate le divise per le forze armate britanniche su base quotidiana: questo è il primo contratto importante per Gibson. Alla fine della guerra, grazie all'importante contratto, Gibson diviene un imprenditore rispettato.
Nonostante ciò, con la fine della guerra le richieste di uniformi diminuirono e Gibson aveva bisogno di trovare una nuova fonte di guadagno. Decide di avvicinare le corporazioni cittadine, venendo uniformi per i tranvieri e per i conducenti: questo piano ha successo e Gibson incrementa i guadagni riuscendo ad entrare in altri settori oltre all'abbigliamento. Nel 1924 entra in società assieme a Jones e Briggs, andando a formare la "Briggs, Jones and Gibson". L'attività si trasferisce a Collyhurst (nei pressi di Manchester) e si espande sia a Manchester sia in altre città. Nel 1926 Jones muore e a causa dell'età avanzata, Briggs decide di cedere le quote della società, lasciando il controllo esecutivo a Gibson. Poco dopo ha inizio la grande depressione, ma l'azienda di Gibson, attiva in diversi campi, riesce a salvarsi dalla crisi.
Nel 1911 Gibson viveva nei pressi dell'Old Trafford e sapeva che lì, da poco, si era trasferita la locale squadra di calcio, il Manchester United. Nonostante sia un attivo sostenitore del club, il suo nome non è ancora noto. Durante la grande depressione, a differenza della società di Gibson, il Manchester United è notevolmente influenzato dalla crisi all'inizio del 1930. Il precedente proprietario, John Henry Davies, è scomparso nel 1925 e da allora le finanze della società sono andate in ribasso, mentre il club vive stagioni altalenanti tra la prima e la seconda divisione inglese.
Gibson entra nella società del Manchester United nel dicembre del 1931, investendo più di £ 40.000 durante la grande depressione. L'11 marzo del 1941 l'Old Trafford viene parzialmente distrutto dai bombardamenti tedeschi durante la seconda guerra mondiale e Gibson finanzia la sua ricostruzione, completata nel 1949. Inoltre, porta alla nascita della United Youth Academy, il settore giovanile della squadra che durante gli anni cinquanta troverà successo grazie ai giovani scoperti e cresciuti dall'allenatore delle giovanili Jimmy Murphy e poi entrati in prima squadra e portati al successo internazionale sotto la guida di Matt Busby, dando vita ai Busby Babes.
Dopo il secondo conflitto mondiale, Gibson ingaggia Babes come allenatore. Nel 1948 lo scozzese vince la FA Cup: questo è l'unico trofeo vinto sotto la proprietà di Gibson, che muore nel 1951.